# Дикое Поле (Татарстан)
Дикое Поле — деревня в Рыбно-Слободском районе Татарстана. Входит в состав Бетьковского сельского поселения.

## География
Находится в центральной части Татарстана на расстоянии приблизительно 7 км на север по прямой от районного центра поселка Рыбная Слобода.

## История
Основана в начале XVII века.

## Население
| Население | Население | Население | Население | Население | Население | Население | Население | Население | Население | Население |
| 1782      | 1859      | 1908      | 1920      | 1926      | 1938      | 1949      | 1958      | 1970      | 1979      |           |
| --------- | --------- | --------- | --------- | --------- | --------- | --------- | --------- | --------- | --------- | --------- |
| 253       | ↗567      | ↗668      | ↗744      | ↘728      | ↘522      | ↘310      | ↘294      | ↘256      | ↘175      |           |
| 1989      | 2002      | 2010      |           |           |           |           |           |           |           |           |
| ↘49       | ↘47       | ↘34       |           |           |           |           |           |           |           |           |